# Cleitamia catharinae
Cleitamia catharinae är en tvåvingeart som beskrevs av de Meijere 1913. Cleitamia catharinae ingår i släktet Cleitamia och familjen bredmunsflugor. Inga underarter finns listade i Catalogue of Life.